# 阿尔沃·哈维斯托
阿尔沃·哈维斯托（芬蘭語：Arvo Haavisto，1900年1月7日—1977年4月22日），芬兰男子摔跤运动员。他曾代表芬兰参加1924年和1928年夏季奥林匹克运动会摔跤比赛，获得一枚金牌和一枚铜牌。